# Ytornet
Ytornet AB är ett svenskt kommunägt förvaltningsbolag som agerar moderbolag för de verksamheter som Ystads kommun driver i aktiebolagsform. Bolaget är helägt av kommunen.

## Bolag
Källa: 
- Aktiebolaget Ystadbostäder
- Aktiebolaget Ystads Saltsjöbad (91%)
- Ystad Energi AB
- Ystad Hamn Logistik Aktiebolag
- Ystads Industrifastigheter Aktiebolag
- Ystads teateraktiebolag